# Sonsbeck
Sonsbeck település Németországban, azon belül Észak-Rajna-Vesztfália tartományban. Lakosainak száma 8819 fő (2023. december 31.).

## Népesség
A település népességének változása:
| Lakosok száma | 6258 | 8769 | 8736 | 8675 | 8689 | 8747 | 8819 |
|               | 1975 | 2016 | 2017 | 2019 | 2021 | 2022 | 2023 |